# Tony Powell (Leichtathlet)
Tony Powell (eigentlich Anthony Joseph Burwood Powell; * 13. September 1943 in Thetford, Vereinigtes Königreich) ist ein ehemaliger kanadischer Sprinter.
1970 erreichte er bei den British Commonwealth Games in Edinburgh über 100 m das Viertelfinale, über 200 m das Halbfinale und wurde in der 4-mal-400-Meter-Staffel Vierter.
Bei den Olympischen Spielen 1972 in München schied er mit der kanadischen 4-mal-400-Meter-Stafette im Vorlauf aus.
1969 wurde er Kanadischer Meister über 200 m und 1969 sowie 1970 über 400 m. Seine persönliche Bestzeit über 400 m von 47,0 s stellte er 1972 auf.